# Travail public
Les travaux effectués par une personne publique peuvent être de nature privée ou publique. Dans le premier cas, le contentieux relèvera du juge judiciaire, dans le second du juge administratif.
La jurisprudence française a dégagé une définition des travaux publics reposant sur trois piliers :
- le travail public s'effectue sur un bien immeuble (un porte-avions est par exemple un bien meuble et sa construction ne constitue donc pas un travail public)
- et fait intervenir une personne publique :
  - soit en tant que bénéficiant et dans un but d'intérêt général ; cette hypothèse a été établie par l'arrêt « Monségur » du Conseil d'État en 1921[1]. Il suffit donc, lorsque le travail est effectué pour le compte d'une personne publique, de vérifier qu'il s'effectue pour l'utilité publique : il n'est pas nécessaire de vérifier qu'il s'agit d'une activité de service public, condition plus restrictive.
  - soit pour le compte d'une personne privée, mais sous la maîtrise d'une personne publique et dans le cadre d'une mission de service public. Ce cas a été prévu par la jurisprudence dans plusieurs arrêts des années 1950[2].

Le travail public doit être distingué de l'ouvrage public, qui en constitue souvent le résultat.